# Ukrajnában történt légi közlekedési balesetek listája
Az Ukrajnában történt légi közlekedési balesetek listája mind a halálos áldozattal járó, mind pedig a kisebb balesetek, meghibásodások miatt történt, gyakran csak az adott légiforgalmi járművet érintő baleseteket is tartalmazza évenkénti bontásban.

## Ukrajnában történt légi közlekedési balesetek

### 1941
- 1941. június 27. Kárpátalja. A magyar haderő légvédelme egy szovjet gépet lelőtt.
- 1941. június 29. Egy hét szovjet bombázóból álló kötelék bombázást kísérelt meg Csap település ellen. a magyar légvédelem három gépet lelőtt.[1][2]

### 1943
- 1943. július 19., Kijev. Tarr Ferenc szakaszvezető és Arany István honvéd Junkers Ju 87D típusú zuhanóbombázó gépükkel repülőbalesetet szenvedtek és mindketten életüket vesztették.[3]

### 1971
- 1971. szeptember 16., Taraszkova határában. A Malév 110-es járata, egy Tu–134 típusú utasszállító repülőgép többszöri leszállási kísérlet során lezuhant a kijevi Boriszpili nemzetközi repülőtér közelében. A gépen utazó 41 utas és 8 fős személyzet minden tagja életét vesztette a tragédiában.[4]

### 1986
- 1986. október, Pripjaty, Csernobil. Egy szovjet Mi–8-as típusú katonai helikopter lezuhant a csernobili atomerőmű 4-es számú blokkjánál.

### 2002
- 2002. július 27. 12:45 körül, Lviv-Danilo Halickij nemzetközi repülőtér. Egy légibemutató során az Ukrán Légierő Szu–27-es típusú vadászrepülőgépe a nézők közé zuhant. A tragédiában 77 fő vesztette életét és közel 200 fő sérült meg komolyabban. Egy orsó végrehajtása közben túl alacsonyra került a gép és előbb fákat, majd egy üzemanyag-szállító tartálykocsit talált el, aztán két másik repülőgépet is eltalált, végül a földbe csapódott. A gép pilótái katapultáltak és túlélték.[5]

### 2014
- 2014. július 17., Hrabov közelében. Az orosz 53. Légvédelmi  Rakétadandár katonái egy Buk típusú légvédelmi rakétával eltalálták az Amszterdamból Kuala Lumpurba tartó Malaysia Airlines 17-es számú járatát, egy Boeing 777–200ER típusú utasszállító repülőgépet. A gépen utazó 283 utas és 15 fő személyzet életét vesztette a támadásban.[6]

### 2018
- 2018. október 16. 17:00 körül (helyi idő szerint), Ulaniv,[7] Vinnicjai terület – Az Ukrán Légierő Szu–27 típusú vadászgépe a Tiszta égbolt-2018 gyakorlat keretein belül gyakorló repülést hajtott végre az ország nyugati részén, a Vinnicjai terület felett. A gép az előzetes információk szerint tisztázatlan okok miatt zuhant le. Ivan Petrenko ezredes, ukrán és Seth "Jethro" Nehring alezredes, amerikai pilóta vesztette életét.[8][9]
- 2018. december 15. – 15:00 előtt (helyi idő szerint) Zsitomiri területen fekvő Ozerenei repülőtér kötelében leszállás közben, a kifutópályától 1,5 km-re lezuhan az Ukrán Légierő Szu–27 típusú vadászrepülőgépe. A gépet vezető pilóta életét vesztette.[10]

### 2019
- 2019. október 04., Lviv közelében. Lezuhant az ukrán légitársaság UR-CAH lajstromjelű, An–12 típusú szállító repülőgépe.[11] A gép Spanyolországból Törökországba tartott. A lvivi repülőtér előtt 1,3 km-rel történt az eset, feltehetően az üzemanyag elfogyása miatt. A gépen hét fő tartózkodott, három főt kórházba szállítottak.[12]